# Främmestads socken
Främmestads socken i Västergötland ingick i Viste härad, ingår sedan 1983  i Essunga kommun och motsvarar från 2016 Främmestads distrikt.
Socknens areal är 53,94 kvadratkilometer varav 53,66 land. År 2000 fanns här 999 invånare.  Tätorten Främmestad med sockenkyrkan Främmestads kyrka ligger i socknen.

## Administrativ historik
Socknen har medeltida ursprung. 
Vid kommunreformen 1862 övergick socknens ansvar för de kyrkliga frågorna till Främmestads församling och för de borgerliga frågorna bildades Främmestads landskommun. Landskommunen uppgick 1952 i Essunga landskommun som efter inkorporering i Vara kommun 1974 bröts ut till egen kommun Essunga kommun 1983. Församlingen uppgick 2002 i Främmestad-Bärebergs församling.
1 januari 2016 inrättades distriktet Främmestad, med samma omfattning som församlingen hade 1999/2000.  
Socknen har tillhört län, fögderier, tingslag och domsagor enligt vad som beskrivs i artikeln Viste härad. De indelta soldaterna tillhörde Västgöta-Dals regemente, Livkompaniet och Västgöta regemente, Barne kompani.

## Geografi
Främmestads socken ligger väster om Vara kring Nossan. Socknen är odlad slättbygd i nordost och en kuperad mossrik skogsbygd i sydväst.

## Fornlämningar
Lösfynd och nio hällkistor från stenåldern är funna. Från järnåldern finns gravfält, stensättningar och domarringar.

## Namnet
Namnet skrevs 1433 Främistadum och kommer från kyrkbyn. Efterleden är sta(d), 'boplats, ställe'. Förledens tolkning är oklar.